# انتقال الكتل
انتقال الكتل يقصد بعملية انتقال الكتل هي حركتها من منطقة إلى أخرى في جسم الإنسان، بواسطة طرق مختلفة مثل: عمليات الامتصاص، وعملية التكثف، و الجفاف، و الترسيب، و ترشيح الأغشية و التقطير أيضًا.
انتقال الكتل من مكان إلى آخر لا يرتكز على جسم الإنسان فقط 
بل قد يكون من جسم إلى جسم آخر ومن محيط إلى محيط آخر 
```
تتم تلك العملية باستخدام آليات و وتطبيقات مختلفة.
```

فهي واحدة من أهم الطرق التي تستخدم في هندسة العمليات الفيزيائية التي تحتوي على النشر و الانتقال الحراري للجزيئات الكميائية داخل النظم الفيزيائية.
يمكننا طرح بعض الأمثلة الأساسية لعملية انتقال الكتل مثل: 
1-	عملية تكثف الماء من البِرك وصولًا إلى الغلاف الجوي.
2-	عملية تنقية الدم في الكلى و الكبد.
3-	 عملية تقطير الكحول في عمليات صناعية مختلفة كالعطور وغيرها.
```
 حيث تعتمد هذه الطريقة على فصل الجزيئات الكيميائية عن طريق أعمدة التقطير، و عمليات الامتصاص و استخراج السوائل من بعضها وفصلها عن بعض، بالإضافة إلى عملية انتقال الكتل  و غالبًا ما تقترن بعمليات نقل إضافية.
على سبيل المثال: أبراج التبريد الصناعية حيث تعتمد هذه الآلية على انتقال المياه الساخنة ملامسة هواء أكثر منها سخونة وبعد ذلك تتبخر نتيجة إمتصاصها الحرارة  الساخنة من الجو.
```

الفيزياء الفلكية:
الفيزياء الفلكية تعُرِف عملية انتقال الكتل بانها العملية التي تلتصق بجاذبية الجسم عادة تتكون على شكل (نجم نيوتروني أو ثقب أسود)، وتلعب دور أساسي و مهم في بعض أنواع النجوم المتفجرة و النجوم النابضة والكواكب المختلفة.
الهندسة الكيميائية:
عملية انتقال الكتل تستخدم في تطبيقات مختلفة في مجال الهندسة الكيميائية فهي تعتمد عليها في إيجاد حلولاً مختلفة لمشاكلها، فهي تستخدم في مجالات مختلفة من الهندسة الكيميائية مثل: هندسة ردة الفعل، و هندسة فصل المواد، و هندسة انتقال الحرارة، والعديد من التخصصات و التطبيقات الفرعية للهندسة الكيميائية.
تعرف القوة الدافعة للكتل و المسؤولة عن حركتها بأنها حاصل الفرق في الإمكانات الكيميائية التي تتركز حركتها على أن تكون من مناطق ذات إمكانيات كيميائية وقوه عالية إلى مناطق ذات إمكانيات كيميائية  منخفضة ذات قوة أقل.
وبالتالي يتم تحديد اقصى حد لنقل الكتل عن طريق النقط التي تكونت عندها القوة الكيميائية العظمى.
ويمكننا أيضًا ذكر بعض العوامل التي تعتمد عليها عملية انتقال الكتل مثل: أنماط التدفق داخل نظام معين، اختلاف معدلاتها وطرق حسابها  في كل مرحلة، يمكن قياس هذا المعدل من خلال حساب و تطبيق معاملات مختلفة على عملية انتقال الكتل وتعتمد هذه العملية على العديد من الأرقام المختلفة مثل: أرقام رينولدز، أرقام شيروود وأرقام شميدت وغيرها.
أوجه الشبه مابين انتقال الحرارة و الكتل و الجزيئات المختلفة:
هناك أوجه تشابه ملحوظة في المعادلات التفاضلية التي تستخدم عادة في حساب انتقال الكتل و الحرارة و الشحنات المختلفة، مثال على ذلك: قانون نيوتن لانتقال الجزيئات داخل السوائل عند عدد رينولدز ذو قيمة منخفضة، وقانون العالم فورييه للحرارة بالإضافة إلى قانون فكس للكتل المتشابهة جدًا، ومع ذلك فإن أوجه الشبه بين كلاً من الحرارة و الكتل و الشحنات وسهولة تطبيقها على المعادلات السابقة إلا أنها  رغم ذلك لا تدوم نظرًا لعدم استقامتها وصعوبة تطبيقها على معادلة العالم نافيير ستوكس.
ومع ذلك فإنه لم يهمشها بل كرس وقته ومنحها جهدًا كبيرًا لتطبيق عمليات القياس المختلفة بين الحرارة و الكتل واستخدامها كوسيلة لإيجاد أي حلول و تطبيقات لخواص أخرى مختلفة.